# Рокита (Ковельський район)
Роки́та — село в Україні, у Дубечненській сільській громаді Ковельського району Волинської області. Населення становить 806 осіб.
До 21 липня 2017 року село підпорядковувалось Дубечненській сільській раді.

## Історія
У 1906 році село Крименської волості Володимир-Волинського повіту Волинської губернії. Відстань від повітового міста 102 верст, від волості 12. Дворів 190, мешканців 1176.

## Населення
Згідно з переписом УРСР 1989 року чисельність наявного населення села становила 859 осіб, з яких 408 чоловіків та 451 жінка.
За переписом населення України 2001 року в селі мешкало 800 осіб.

### Мова
Розподіл населення за рідною мовою за даними перепису 2001 року:
| Мова       | Відсоток |
| ---------- | -------- |
| українська | 99,88 %  |
| молдовська | 0,12 %   |